# 松戸常盤館
松戸常盤館（まつどときわかん、1920年代 開業 - 1992年8月28日 閉館）は、かつて存在した日本の映画館である。開業当時の名称は常盤館であった。千葉県松戸市内における最古の映画館として知られる。

## 沿革
- 1920年代 - 開館
- 1992年8月28日 - 閉館

## データ
- 所在地 : 千葉県東葛飾郡松戸町1丁目[5]
  - 現在の同県松戸市本町16番地4号[7] 藤和シティコープ松戸本町

北緯35度47分7.72秒 東経139度53分54.70秒 / 北緯35.7854778度 東経139.8985278度
- 構造 : 木造
- 観客定員数 : 550名（1942年[5]・1943年[6]）→232名（1992年[7]）
- 歴代経営者 : 
  1. 大沼琢静
  2. 山本音一
  3. 森本吉太郎（森本興業）

## 概要
| 松戸市の映画館の変遷    | 松戸市の映画館の変遷              |
| ----------------------- | --------------------------------- |
| 1929年 （2館）          | 松竹館                            |
| 1929年 （2館）          | 常盤館                            |
| 1932年 （3館）          | 日活松竹館                        |
| 1932年 （3館）          | 松戸常設館                        |
| 1932年 （3館）          | 松戸常盤館                        |
| 1953年 （2館）          | 松戸常盤館                        |
| 1953年 （2館）          | 松戸映画劇場                      |
| 1960年 （4館）          | 松戸常盤館                        |
| 1960年 （4館）          | 松戸映画劇場                      |
| 1960年 （4館）          | 輝竜会館大映劇場                  |
| 1960年 （4館）          | 輝竜会館バンビ劇場                |
| 1990年 （7スクリーン）  | 松戸常盤館                        |
| 1990年 （7スクリーン）  | 輝竜会館シネマ1・2・3             |
| 1990年 （7スクリーン）  | 松戸京葉劇場                      |
| 1990年 （7スクリーン）  | 松戸サンリオ劇場1・2              |
| 1993年 （10スクリーン） | 輝竜会館シネマ1・2・3             |
| 1993年 （10スクリーン） | 松戸京葉劇場                      |
| 1993年 （10スクリーン） | 松戸サンリオ劇場1・2・3           |
| 1993年 （10スクリーン） | 松戸シネマサンシャイン1・2・3番館 |

1920年代（大正年間）、遅くとも1925年（大正14年）には、千葉県東葛飾郡松戸町（現在の同県松戸市本町16-4）に、「常盤館」として開業している。大正末年の松戸町には、この「常盤館」1館しか存在していなかった。開業当時はサイレント映画の時代で、活動弁士が同館でも解説を行っていた。同館の弁士のひとりは、のちに大関となった力士・松登晟郎（本名永井福太郎）の父親であった。永井弁士は、その後、同町内に「カフェー栄楽」を経営した。1929年（昭和4年）発行の『日本映画事業総覧 昭和三・四年版』によれば、当時の同館は大沼琢静の個人経営であり、配給系統は帝国キネマ演芸の作品を上映しており、同町内には松戸町1264番地に、日活作品を上映する松竹館（当初洋画系、松戸松竹座とも、のちの日活松竹館あるいは松戸松竹館、松戸映画劇場）があった。1930年（昭和5年）になると、松竹館は日活系のままであるが、同館の配給系統は松竹キネマに変わっている。
1932年（昭和7年）には、同町にはほかにも、日活松竹館、松戸常設館（詳細不明）の2館、合計3館が営業していた。
1930年代に入り、トーキーの時代になると、弁士や楽隊が解雇され、1934年（昭和9年）4月には、同館でも「松戸常盤館争議」が起き、同年5月、第一回交渉が決裂したことが記録に残っている。同争議の解決には、翌1935年（昭和10年）7月までかかったという。当時の同館の経営権は、すでに山本音一に移っており、同争議は山本の時代に起き、のちに山本は経営権を手放している。1942年（昭和17年）までには、同館の経営は森本吉太郎の個人経営になり「松戸常盤館」と改称、森本は松竹館も入手して松戸松竹館と改称している。このころには松戸町の映画館は、森本が経営する同館と松戸松竹館の2館のみである。1943年（昭和18年）10月1日、松戸町が近隣と合併し市制を施行、松戸市となった。
1945年（昭和20年）8月15日の第二次世界大戦終結後も復興、営業を開始した。
1954年（昭和29年）ころの経営は、東京都葛飾区堀切にあった堀切映画劇場、同北区田端にあった田端甲子劇場、同町内にあった松戸映画劇場（かつての松戸松竹館）などと同一の森本興行部（森本吉太郎の個人商店、のちの森本興業株式会社）で、当時は松竹・新東宝系の作品をかけていた。1955年（昭和30年）3月、森本は同館の経営主体を個人商店から株式会社化して森本興業株式会社とした。当時の松戸には、常盤館のほか、上記の松戸映画劇場（大映・東映・洋画系）の2館になっていた。1959年（昭和34年）4月には、松戸公産が近隣に輝竜会館大映劇場（のちの松戸輝竜会館、現存せず）を開業している。
1970年（昭和45年）までには、同じ森本興業経営の松戸映画劇場が松戸東映劇場と改称、東映系の作品を興行していたが、時期は不明であるが1972年（昭和47年）までに松戸東映劇場は閉館し、松戸常盤館が東映系劇場となった。
1992年（平成4年）8月28日に閉館、松戸市内最古の映画館は約70年の歴史を閉じた。現在跡地には、マンション「藤和シティコープ松戸本町」が建っている。その後、東映系の作品は松戸シネマサンシャインへと引き継がれたが、常盤館閉館から20年5ヵ月後の2013年（平成25年）1月31日に閉館している。

## 経営会社
- 社名 : 森本興業株式会社（もりもとこうぎょう）
- 所在地 : 東京都文京区湯島3丁目43番12号
- 資本金 : 300万円（1967年当時[17]）
- 設立 : 1939年（昭和14年）12月 創業、1955年（昭和30年）3月 設立[17]
- 代表 : 森本吉太郎 （1970年当時[21]）
- 戦後のおもな劇場 : 松戸常盤館、金町映画劇場、金町東栄映画劇場、堀切映画劇場、田端甲子劇場、四ツ木映画劇場、四ツ木文化劇場、松戸映画劇場 （のちの松戸東映劇場） - いずれも現存せず